# James Cameron's Dark Angel (jeu vidéo)
Ne doit pas être confondu avec Dark Angel: Vampire Apocalypse.
James Cameron's Dark Angel est un jeu vidéo de type beat them all développé par Radical Entertainment et édité par Sierra Entertainment, sorti en 2002 sur PlayStation 2 et Xbox.
Le jeu est adapté de la série télévisée du même nom.

## Accueil
- AllGame : 2,5/5 (XB)[1]
- Electronic Gaming Monthly : 6/10 (XB)[2]
- Game Informer : 5,25/10 (PS2)[3]
- GameSpot : 3,8/10 (PS2/XB)[4]
- IGN : 4/10 (PS2)[5] - 3,9/10 (XB)[6]
- Jeux vidéo Magazine : 7/20 (XB)[7]